# Bruit de mesure
Pour les articles homonymes, voir Bruit (homonymie).
En métrologie, le bruit de mesure est l'ensemble des signaux parasites qui se superposent au signal que l'on cherche à obtenir au moyen d'une mesure d'un phénomène physique. Ces signaux sont une gêne pour la compréhension de l'information que le signal transporte.
La métrologie vise donc notamment à connaître leurs origines et à les caractériser, afin de les éliminer et d'obtenir le signal d'origine aussi distinctement que possible.

## Origines du bruit de mesure

### Bruit d'origine externe
La source du bruit d'origine externe est externe au système physique générant le signal utile et agit par influence sur celui-ci. Ce bruit peut, en général, être éliminé grâce à un blindage approprié.
- Bruit d'origine artificielle (liée à l'activité humaine)
  - Parasites industriels (principalement dans les villes)
- Bruit d'origine naturelle
  - Parasites atmosphériques
  - Parasites solaires et cosmiques
  - Bruit thermodynamique

### Bruit d'origine interne
Toute grandeur électrique connaît des fluctuations spontanées du fait de la nature discrète des phénomènes à l'échelle microscopique. Ce sont ces variations qui sont à l'origine du bruit de mesure que l'on observe dans les appareils électriques sous forme de bruit de fond et de perturbations impulsionnelles. Ce phénomène constitue une limitation pour la transmission d'informations sous la forme de signaux électriques.
Parmi les différentes sources de bruit d'origine interne, on peut citer principalement :
- Bruit thermique (ou bruit Johnson).
- Bruit de grenaille (ou bruit Schottky).
- Bruit de répartition.
- Bruit de génération-recombinaison. Bruit basse fréquence associé au bruit en 1/f et provoqué par la présence de défauts dans un matériau (pièges pour les porteurs et centres de génération-recombinaison).
- Bruit en créneaux.
- Bruit d'avalanche. Bruit ayant pour origine la création aléatoire des paires électron-trou par collision des porteurs avec les atomes de silicium dans les  jonctions PN polarisées en inverse.

## Protections contre le bruit de mesure

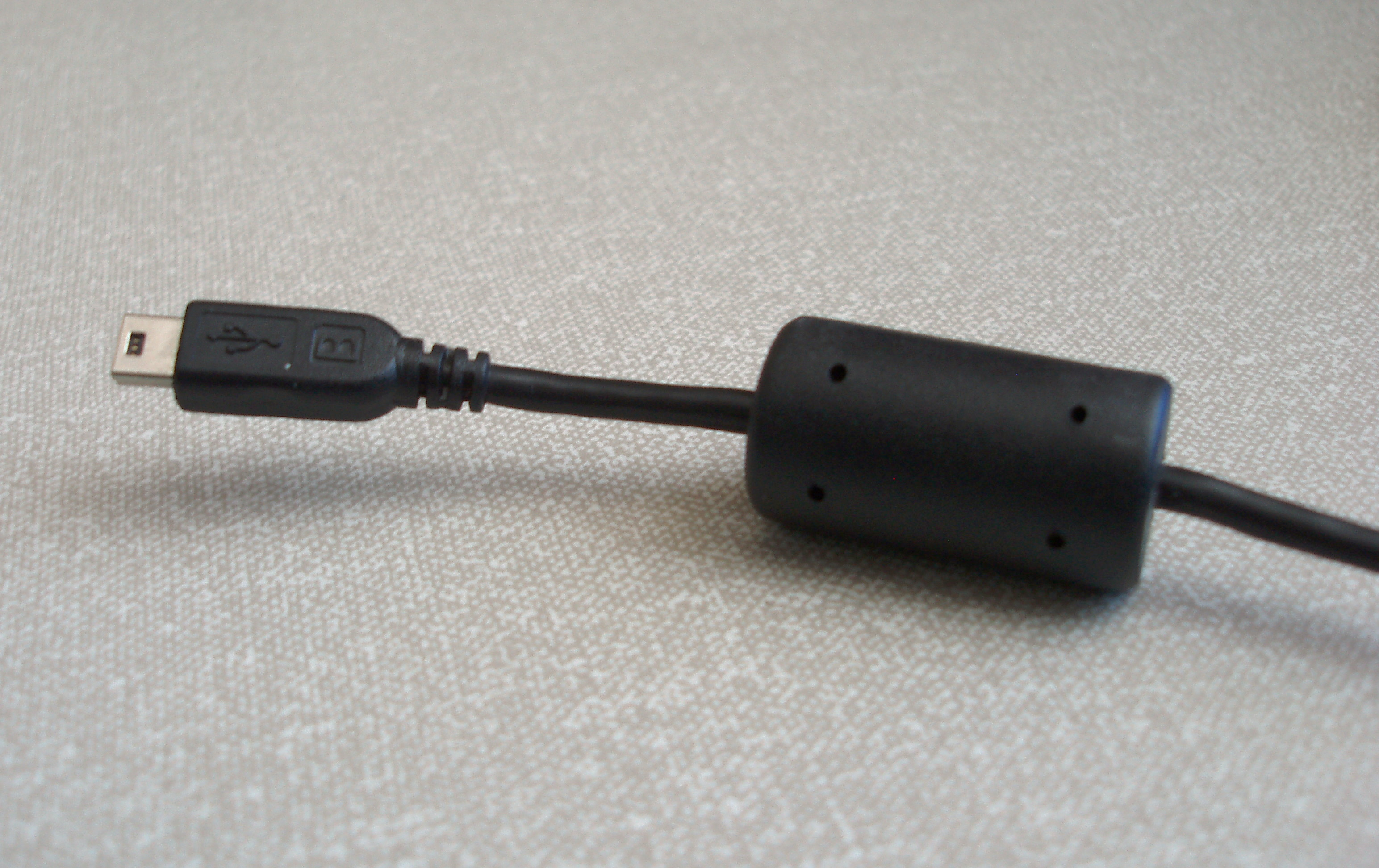
Un noyau de ferrite à l'extrémité d'un câble informatique, servant à supprimer le bruit de mesure à haute fréquence.

### Protections contre les bruits externes
On peut en général protéger un montage électrique des bruits de mesure grâce à un blindage bien choisi.
Dans le cas d'une chaîne de réception, l'antenne est soumise de manière indissociable à l'information utile et au bruit capté.

### Protections contre les bruits internes
On ne peut pas se protéger complètement des bruits internes, car ils proviennent des équipements électroniques eux-mêmes. Cependant, on peut tout d'abord chercher à les rendre le moins bruyant possible : il faut alors recenser les différentes sources de bruit et les caractériser.

## Caractérisation et modélisation du bruit de mesure
Il existe différents types de bruit :
- Bruit à caractère purement aléatoire qui vient se superposer au signal utile sous une forme essentiellement additive (ex : bruit thermique dans les résistances électriques, bruit atmosphérique pour les images astronomiques...). Ces signaux aléatoires peuvent être stationnaires (à différents degrés) tels que le bruit blanc dont la densité spectrale de puissance est constante, mais également passe bande tel que le bruit blanc gaussien.
- Bruit issu d'interférences entre le signal utile et d'autres signaux parasites qui ne sont pas considérés comme des bruits aléatoires (ex : phénomène de diaphonie en téléphonie...).

Dans le cas du bruit à caractère aléatoire (cas le plus courant), on le modélise sous la forme d'une variable aléatoire (ou processus stochastique) afin de prendre en compte l'aspect statistique du signal.
Il est également possible de caractériser le bruit de mesure par le facteur de bruit qui exprime le taux de bruit ou de dégradation du rapport signal/bruit créé par le convertisseur, lors de la réception des signaux, ou par tout autre système (amplificateur, etc.). Il traduit donc sa sensibilité : moins le facteur de bruit est élevé, plus le convertisseur est de bonne qualité. Il s'exprime en kelvin ou en décibel.

## Traitement du signal
Ce traitement vise à supprimer tout ou du moins une partie du bruit de mesure afin de récupérer un signal dont l'information puisse être réutilisable. En effet, il existe de nombreux cas où le paramètre à mesurer est bruité, soit dans son environnement propre, soit le long de la chaîne de transmission et de traitement de l'information. Si le signal perturbateur se situe à l'extérieur de la plage de fréquence du signal utile, l'emploi d'un filtrage analogique,  passif ou  actif, se révèle souvent largement suffisant.
Par contre, si le bruit aléatoire recouvre la plage de fréquence du signal utile, les méthodes numériques de filtrage sont indispensables dans ce cas et devront être choisies avec soin. Elle repose toutes sur le principe d'analyse spectrale d'un échantillon de courte durée obtenue par le biais d'une conversion temps-fréquence (transformée de Fourier) suivie d'une élimination des indésirables et d'une restauration ultérieure du signal analogique débarrassé du bruit.
Notons que le bruit peut être un élément favorable dans un système de traitement du signal et qu'il est parfois ajouté à un signal utile afin d'en permettre un traitement différent (amélioration de la résolution de mesure...). Le rôle du bruit dans un système est fonction de sa nature et son effet peut donc être bénéfique, voire nécessaire.